# Laus Strandby Nielsen
Laus Strandby Nielsen (* 1944 Aalborg) je dánský spisovatel a básník.

## Životopis
Jako básník začal publikovat v roce 1970. Vystudoval srovnávací literaturu v roce 1972 na univerzitě v Kodani. Je členem Extension tria (Jacob Riis (notebook) a Mette Stig Nielsen (klavír)). Jeho básně byly přeloženy do italštiny, turečtiny, islandštiny, angličtiny, albánštiny a makedonštiny. V roce 2015 získal cenu Beatrice.

## Dílo
- Åhhh! ... Kom hurtigt! (1970)
- Illustrationer (1974)
- Som i en drøm (1982)
- Den sorte væg (1987)
- Grinetilmiddag og andre digte (1989)
- Mellemrum (1999) ISBN 9788700395244
- Kærlighedsdigte m.m. (2006) ISBN 9788702053692
- Den fynske forårsudstilling (2009)
- Hvis der ikke er sandstorme, så er der nok noget andet (2010) ISBN 9788702090499
- Når det er mørkt, bliver det lyst (2016) ISBN 9788702201086